# Mücheln
Mücheln is een gemeente in de Duitse deelstaat Saksen-Anhalt, en maakt deel uit van de Landkreis Saalekreis.
Mücheln (Geiseltal) telt 8.541 inwoners.

## Indeling gemeente
De gemeente bestaat uit de volgende Ortsteile:
- Almsdorf
- Branderoda
- Gröst
- Langeneichstädt
- Neubiendorf
- Niederwünsch
- Oberwünsch
- Oechlitz
- Sankt Micheln
- Sankt Ulrich
- Schmirma
- Stöbnitz
- Wünsch

## Bezienswaardigheden
In Mücheln bevindt zich een dertiende-eeuwse kapel van de Orde der Tempeliers, de Tempelierskapel. Van de bijbehorende commanderij zijn slechts ruïnes over.

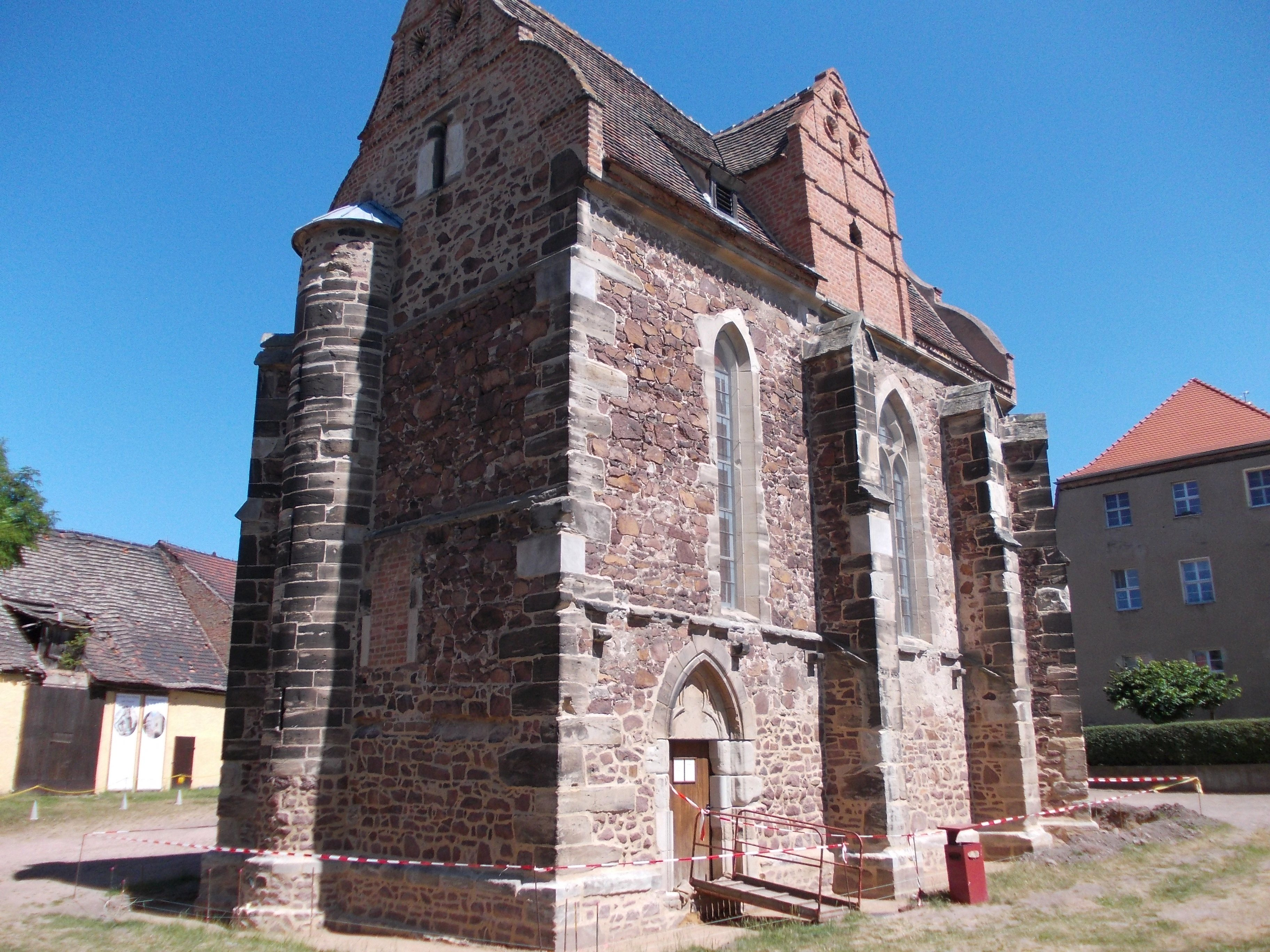
Tempelierskapel
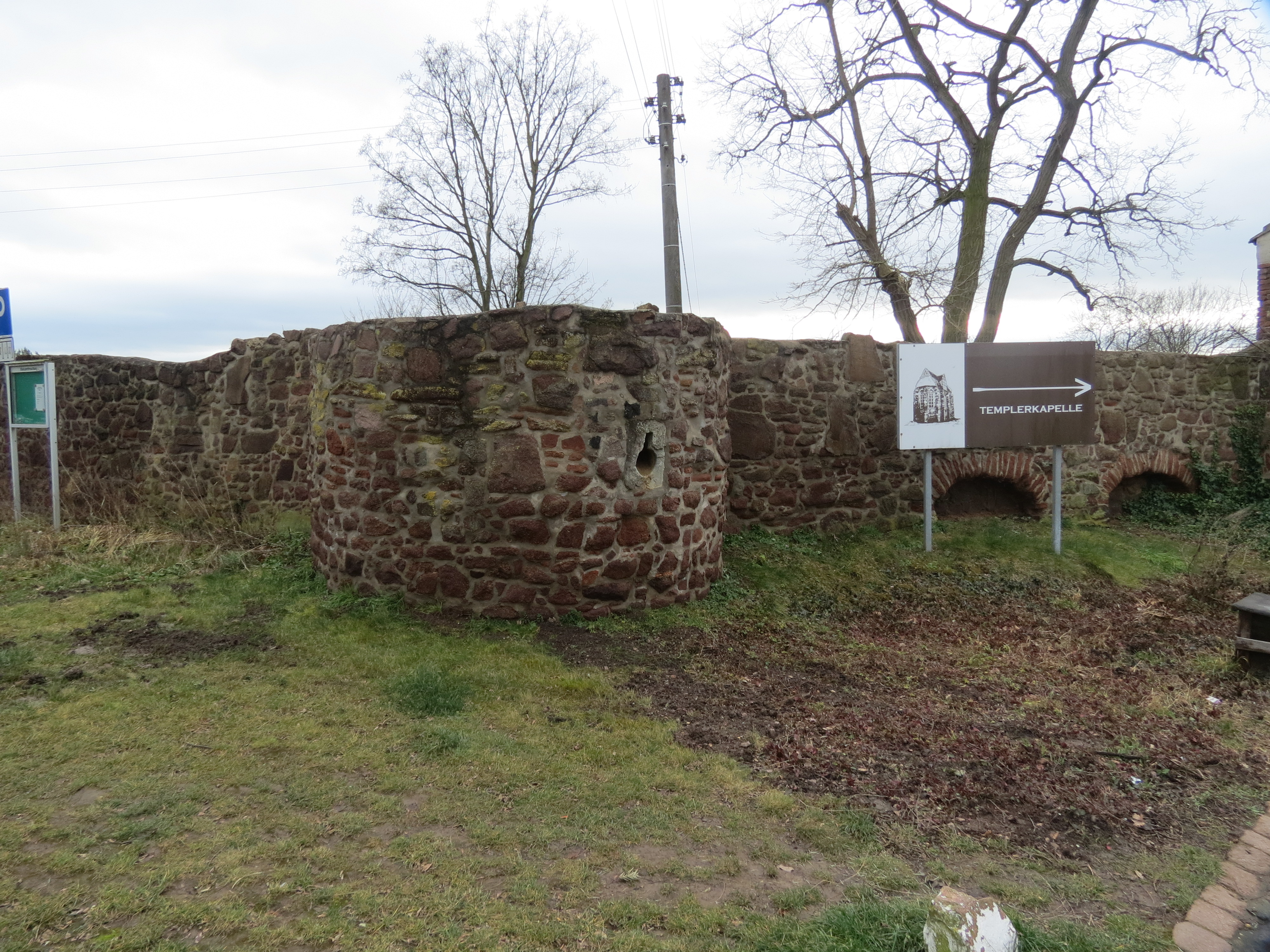
Ruïne Tempelierscommanderij

Bad Dürrenberg ·
Bad Lauchstädt ·
Barnstädt ·
Braunsbedra ·
Farnstädt ·
Kabelsketal ·
Landsberg ·
Leuna ·
Merseburg ·
Mücheln (Geiseltal) ·
Nemsdorf-Göhrendorf ·
Obhausen ·
Petersberg ·
Querfurt ·
Salzatal ·
Schkopau ·
Schraplau ·
Steigra ·
Teutschenthal · 
Wettin-Löbejün